# The Core
The Core è un film di fantascienza del 2003 diretto da Jon Amiel. Il film è uscito negli Stati Uniti il 28 marzo 2003, mentre in Italia è uscito il 17 aprile 2003.

## Trama
Trentadue persone a Boston muoiono improvvisamente nello stesso istante, mentre si trovavano apparentemente in ottima salute. Il dottor Josh Keyes, professore universitario di geologia, e il dottor Serge Leveque, esperto di armi ad alta energia, chiamati ad indagare sul fatto, scoprono che tutti i morti avevano impiantato un pacemaker e deducono che a stroncarli è stata un'alterazione nel campo elettromagnetico terrestre che ha mandato in tilt tali dispositivi. Nel frattempo, presso Trafalgar Square a Londra, i piccioni (uccelli che si orientano nel volo mediante il campo elettromagnetico) iniziando a disorientarsi e ad impazzire, fino a precipitare morenti contro i palazzi, creando panico e incidenti nella città. Anche lo shuttle Endeavour, al rientro dallo spazio, manifesta problemi alla strumentazione di bordo che sono chiaramente riconducibili a disturbi elettromagnetici e si ritrova a dover effettuare un ammaraggio nel fiume di Los Angeles.
Inizialmente scettico riguardo ai risultati di Josh, il dottor Conrad Zimsky, noto scienziato e scrittore, fa convocare Josh al Pentagono per dichiarare quella che ha capito essere la realtà riguardo al destino della Terra: il campo elettromagnetico intorno al pianeta sta collassando perché il nucleo esterno della Terra ha smesso di ruotare. A causa della progressiva scomparsa del campo elettromagnetico, non vi sarà più alcuna protezione contro le radiazioni cosmiche, che potranno letteralmente "arrostire" il pianeta. Josh ritiene che non si possa fare nulla, in quanto, anche se si riuscisse a concepire un metodo per rimettere in moto il nucleo, non sarebbe mai possibile raggiungerlo a causa delle elevatissime pressioni presenti nell'interno della Terra. Sul punto di rinunciare a un piano per salvare la Terra, Zimsky, Josh e Serge si rivolgono al dottor Edward "Braz" Brazzelton, un originale inventore che da anni ha in progetto una nave capace di penetrare nel sottosuolo per mezzo di un potente sistema di laser e ultrasuoni in grado di fondere e perforare la roccia, battezzata "Virgil", ed un materiale noto come "Unobtainium", che è estremamente resistente a qualsiasi tipo di sollecitazione e, impiegato per il rivestimento esterno della nave, riesce a convertire le elevate temperature e pressioni presenti all'interno della Terra in energia per la nave.
Gli Stati Uniti d'America finanziano la costruzione della nave in pochi mesi sotto la supervisione di Braz, che si unirà all'equipaggio; Serge installa cinque potenti ordigni termonucleari destinati a far ripartire il nucleo, mentre Keyes mette a punto la tecnologia MRI che serve per poter guidare la nave visualizzando l'ambiente esterno ed arruola anche un hacker, Theodore "Ratto" Finch, molto giovane ma talmente abile da aver ricevuto ben 63 accuse di illecito informatico, che li aiuterà con le comunicazioni tra la nave e la superficie, ma anche e soprattutto ad evitare che la notizia dell'imminente disastro planetario si trasmetta velocemente via Internet e scateni il panico in tutto il mondo. La nave sarà pilotata dal comandante Robert "Bob" Iverson e dal maggiore Rebecca "Beck" Childs, i due astronauti che avevano compiuto l'ammaraggio dello shuttle.
La nave si inabissa nella crosta terrestre in corrispondenza della Fossa delle Marianne e comincia il suo viaggio verso il centro della Terra. Durante l'attraversamento del mantello, dopo alcune ore in cui tutto era andato bene, il veicolo entra inaspettatamente all'interno di un gigantesco geode con guscio di cobalto pieno di grossi cristalli di ametista, uno dei quali si incastra nei laser causandone il blocco. L'equipaggio è costretto ad uscire dall'entrata accanto al propulsore (inondandola di azoto liquido preso dall'impianto di raffreddamento) per togliere il cristallo tagliandolo; entrando nel geode, tuttavia, Virgil ne ha indebolito il guscio, che si rompe, e l'interno comincia a riempirsi completamente di magma. L'equipaggio riesce comunque a liberare i laser e ad uscire dal guscio di cobalto appena in tempo, ma improvvisamente il comandante Iverson muore cadendo nel magma a causa di un cristallo che cade e gli si conficca proprio nella testa rompendogli il casco e provocandogli una perdita di pressurizzazione ed una grave emorragia. A questo punto dovrà essere Beck a pilotare la nave fino al nucleo.
In seguito si rende necessario entrare in una zona in cui il magma contiene grandi cristalli di diamante, uno dei quali colpisce la nave: il compartimento lesionato viene automaticamente espulso, e purtroppo Serge vi rimane intrappolato all'interno. Quando la nave raggiunge il nucleo esterno, l'equipaggio scopre che esso è meno denso del previsto, motivo per cui una grossa e unica detonazione non basterebbe a farne ripartire il moto, pertanto si ipotizza un piano alternativo, ovvero chiamare la base operativa e far attivare DESTINO, un progetto top-secret del governo americano (in cui Zimsky è in realtà coinvolto) consistente in un enorme macchinario capace di generare forti terremoti su zone precise propagando onde d'urto attraverso il centro della Terra (DESTINO è l'acronimo di Dispositivo Energia Sismica Terrestre INterna Ondulatoria); pare però che sia stata proprio la sperimentazione di questo apparecchio a causare l'arresto della rotazione del nucleo della Terra, che origina tutti i problemi. Il suo utilizzo potrebbe avere effetti catastrofici, come l'esplosione di tutti i vulcani terrestri, ma sembra l'unica alternativa rimasta. La base operativa acconsente all'utilizzo di tale espediente, tuttavia Josh, comprendendo il rischio, convince tutti a far proseguire la missione di Virgil e chiede all'hacker Finch di sabotare DESTINO, cosa che Finch riesce a fare appena in tempo, sottraendo tutta l'energia al macchinario pochi istanti prima che esso venisse azionato.
Zimsky a questo punto teorizza un'interferenza di più onde per far ripartire il nucleo: se le bombe venissero lanciate in punti precisi nel nucleo e fatte esplodere ad istanti precisi, l'interferenza reciproca delle onde d'urto generate riuscirebbe a generare la giusta energia. Insorge però un nuovo problema: le bombe non possono essere sganciate liberamente, perché fonderebbero a causa dell'elevata pressione, ma devono restare all'interno delle sezioni della nave fino a quando esploderanno, ed il progetto della nave svolto da Braz non prevede di espellere i moduli se non sono danneggiati. L'unico sistema per poter liberare i "vagoni" da integri è sbloccare un comando idraulico situato nell'intercapedine alla temperatura nucleare di 9000 °F (valore pari a circa 4982 °C), quando le tute di protezione resistono fino alla metà di tale temperatura e non vi è sufficiente azoto liquido per raffreddare la zona. Sarà Braz a sacrificarsi per questo, riuscendo ad entrare nell'intercapedine e a sbloccare il comando, per poi morire travolto dai gas roventi, nonostante ci fosse ancora speranza di recuperarlo.
Zimsky e Keyes sganciano le prime tre bombe innescate; a causa di un getto di energia dal nucleo, Zimsky rimane intrappolato nello scomparto da lanciare poiché la quarta bomba è caduta e gli ha bloccato una gamba e decide di farsi espellere con la bomba innescata, sacrificando la sua vita. L'ultima delle cinque bombe da sganciare, in base al calcolo di Zimsky, deve essere più potente delle altre per compensare la dispersione d'energia data dalla densità del nucleo esterno, minore di quella stimata, e l'unico modo possibile per potenziarla è estrarre le barre di combustibile dal reattore di alimentazione della nave e posizionarle accanto all'ordigno.
Dopo le cinque grandi esplosioni nucleari, il nucleo riprende a girare salvando la Terra e tutti i suoi abitanti, e in tutto il mondo si avverte una forte scossa sismica. Per trovare energia per la nave e sfuggire all'onda, Keyes e Beck, tra i quali sembra essere nato qualcosa, collegano i cavi elettrici alle pareti della nave che fungevano da schermo, trasformando l'immenso calore nell'energia sufficiente per far tornare la nave in superficie (la nave è ora ridotta a un solo modulo, quindi è molto più leggera, richiede molta meno energia e procede molto più velocemente).
A questo punto le autorità preferirebbero nascondere l'esistenza dell'operazione, temendo che si scoprano anche le loro dirette responsabilità per via di DESTINO, ma Finch, da un cybercafe, inserisce di nascosto tutte le informazioni su Internet, così il mondo conosce la verità e può dare il giusto tributo ai quattro eroi morti nel tentativo, andato a buon fine, di far ripartire il nucleo per salvare il pianeta.
Nei titoli di coda si può osservare che la Terra ha ricominciato a ruotare nel senso opposto a quello originario, quindi nella finzione del film, da tale momento in poi, il Sole sorgerebbe ad Ovest e tramonterebbe ad Est (lo si nota chiaramente dal movimento della linea d'ombra che separa il dì dalla notte).

## Accoglienza

### Incassi
A livello mondiale il film ha incassato 73498611 $ a fronte di un budget stimato in 60 milioni di dollari.

### Critica
Il film è stato accolto male dalla critica a causa degli effetti speciali scadenti (nonostante un budget consistente) e delle grandi imprecisioni scientifiche. Sul sito Rotten Tomatoes il film ha un indice di gradimento del 40% basato su 156 recensioni, con un voto medio di 5,2/10.

## Slogan promozionali
- «Earth has a deadline.»
«La Terra ha i giorni contati.»
- «The only way out is in.»
«L'unico modo per uscirne fuori è dentro.»